# Boccace de Munich
Des cas des nobles hommes et femmes, dit le « Boccace de Munich » est un manuscrit enluminé, daté entre 1458 et 1465 conservé à la bibliothèque d'État de Bavière à Munich contenant le De casibus virorum illustrium de Boccace, traduit en moyen français par Laurent de Premierfait et illustré de 91 miniatures exécutées par Jean Fouquet et principalement par un membre de son atelier, le Maître du Boccace de Munich qui doit son nom de convention à ce manuscrit.

## Historique
Le manuscrit contient un colophon détaillé indiquant que l'ouvrage a fini d'être copié par son copiste, Pierre Favre, curé d'Aubervilliers le 24 novembre 1458. Il finissait par l'indication du commanditaire mais l'inscription a été effacée. Après l'avoir identifié pendant longtemps à Étienne Chevalier, l'historien de l'art Paul Durrieu est parvenu en 1907 à lire l'inscription grattée : il s'agit de Laurens Girard, notaire et secrétaire du roi, contrôleur de la recette générale des finances et gendre de Chevalier. Ses initiales se retrouvent par ailleurs dans les grandes initiales au début des livres VII et VIII (f.241v et 270v) et plusieurs miniatures contiennent l'inscription « Sur Ly n'a regard », qui est l'anagramme de son nom. 
La trace du manuscrit ne se retrouve par la suite qu'en 1582, date à laquelle sa présence est attestée dans les collections des ducs de Bavière. Cette collection constitue le cœur de l'actuelle bibliothèque d'État de Bavière.

## Description

### Le texte
Le texte du manuscrit est la seconde traduction du De casibus virorum illustrium de Boccace réalisée par Laurent de Premierfait, celle achevée en 1409 sous le titre Des Cas des nobles hommes et femmes et dédiée à Jean Ier de Berry. Ce dernier est représenté recevant le texte du traducteur au folio 4. Le texte en latin de l'auteur florentin est dédié à Meinardo dei Cavalcanti qui est représenté sur la miniature du folio 10. Il décrit l'instabilité de la Fortune à travers une centaine d'histoire tirée de l'histoire du monde d'Adam jusqu'au Moyen Âge et Jean II le Bon. 69 copies manuscrites de ce texte ont été recensées dont beaucoup sont enluminées, essentiellement à destination d'une riche clientèle.

### Le programme iconographique
L'illustration du manuscrit est très riche même s'il ne s'agit du manuscrit du De Casibus le plus illustré. En plus des deux miniatures de dédicaces déjà citées (f.4 et f.10) et la miniature de frontispice (f.2v), 88 autres miniatures illustrent un peu plus de la moitié des 176 chapitres du livre. Ce programme iconographique est inspiré par un autre manuscrit de ce texte, le Fr.235-236 de la BNF illustré par un collaborateur du Maître de Dunois. Les scènes choisies pour être illustrées semblent avoir été choisies car elles avaient un aspect pratique pour l'enlumineur : à partir du livre II, ne sont illustrés que les chapitres qui mettent en scène un seul et unique personnage. 

### La miniature de frontispice

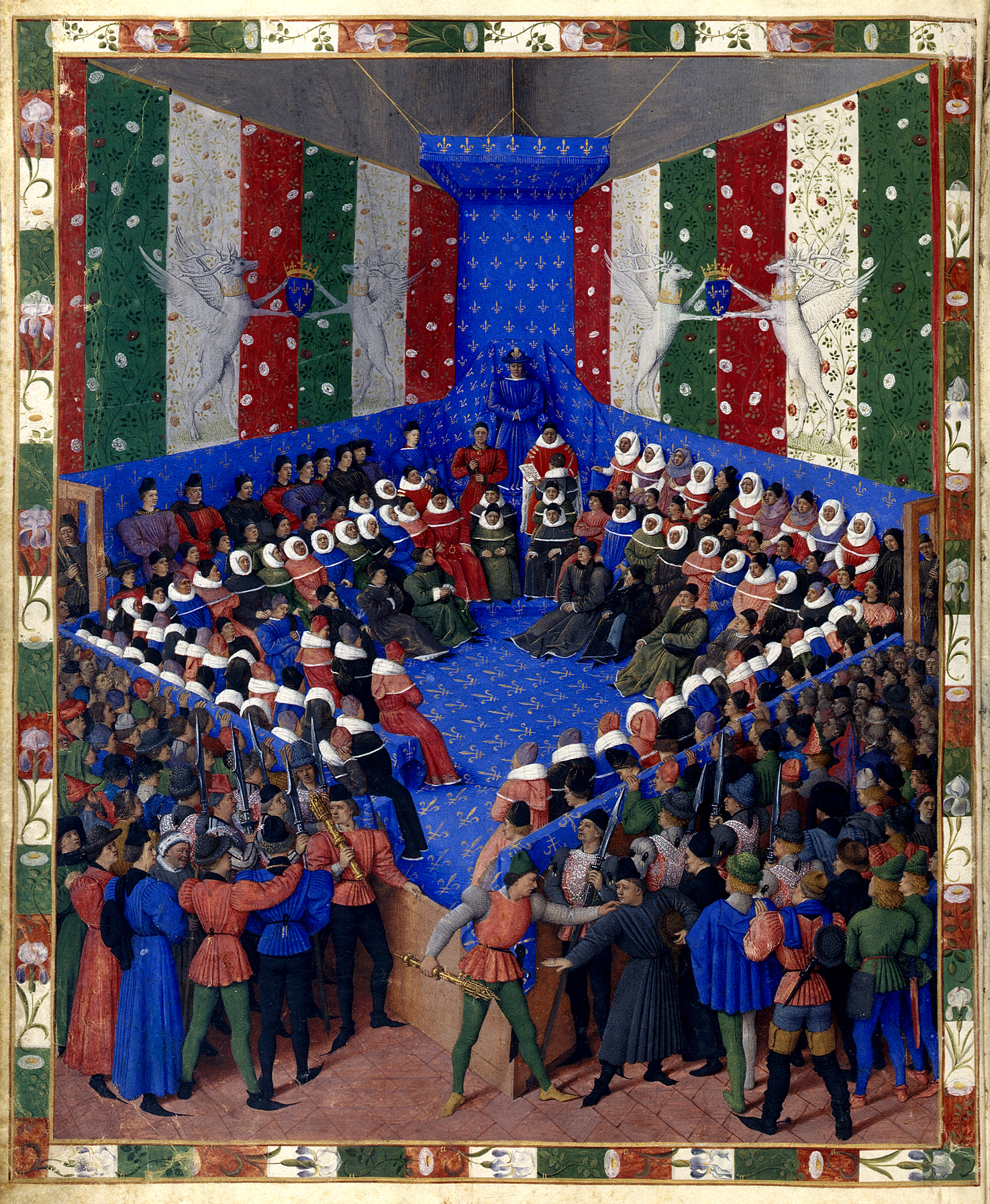
Le lit de justice de Vendôme, frontispice du manuscrit.

Il s'agit de la seule miniature du manuscrit dont l'attribution à Jean Fouquet fait l'unanimité. Elle a sans doute été peinte peu de temps après la scène qu'elle représente, vers 1459-1460 pour justement illustrer d'une scène contemporaine les aléas de la fortune des puissants. Elle dépeint le lit de justice de Vendôme mené par Charles VII contre Jean II d'Alençon entre le 26 août et le 8 octobre 1458, jugé coupable de trahison avec les Anglais contre le roi. Ce dernier est condamné à la peine capitale puis finalement gracié par le roi. La miniature représente à la fois la majesté royale et l'organisation minutieuse de sa justice. Elle représente 150 personnages tous individualisés par leur attitude ou leur visage et disposés autour d'un losange. En son sommet se trouve le roi, habillé en bleu et assis sous un dais de fleurs de lys, avec à ses pieds le chancelier et le connétable. Les prélats, grands seigneurs, membres du parlement sont alignés tout autour de ce losange, écoutant tous la plaidoirie d'un avocat. Les membres de la famille royale sont sur la rangée au fond à gauche, avec au plus proche du roi, son dernier fils Charles de France puis Charles Ier d'Orléans, beau-père de l'accusé et son principal défenseur lors du procès. L'ensemble de la scène est dominé par de vastes tentures représentant les symboles royaux : l'écu de France soutenu par deux cerfs-volants et des plants de rosiers roses et blancs sur la livrée royale aux couleurs vertes, blanches et rouges.
Au premier plan, le peintre a représenté une foule tenue à distance par des huissiers et des gardes écossais vêtus d'un pourpoint aux couleurs du roi, comme dans l'Adoration des mages du Livre d'heures d'Étienne Chevalier. Parmi cette foule se trouvent détaillés des personnages d'origines diverses : un Italien au premier plan à droite, avec sa cape bleue et ses chausses bicolores ou encore à gauche un petit vieillard rieur qui a servi à l'historien de l'art Otto Pächt pour attribuer le portrait du bouffon Gonella à Fouquet. Un jeune homme est représenté tout à droite tourné vers le spectateur : il a été interprété comme un autoportrait de Fouquet même si celui-ci est âgé d'au moins 40 ans à l'époque de cette scène. L'ensemble de la miniature est entouré d'une frise peinte des trois couleurs royales (rouge, blanc, vert) recouvertes de roses et de l'iris, fleurs emblématiques du roi. On retrouve dans cette peinture ce qui fait la force de l'art de Fouquet : une composition rigoureuse, autour du losange, mais avec des personnages fortement individualisés.

### Les autres miniatures
Pendant longtemps, ce cycle de miniatures a divisé les historiens de l'art sur la part prise par Fouquet lui-même dans sa réalisation. Selon François Avril, il faut entièrement dissocier le maître de ces peintures pour les attribuer entièrement à son collaborateur et peut-être fils, auquel il a donné le nom de convention provenant de ce même manuscrit : Maître du Boccace de Munich. Il y reprend à son père les mêmes compositions rigoureuses et le même goût pour les représentations architecturales tirées de la Renaissance italienne. Il s'en distingue pour autant par une inspiration tirée du Maître de Coëtivy plus bouffonne et baroque. La scène de dédicace à Jean de Berry est aussi directement inspirée de scènes similaires de ce même maître anonyme parisien. Ses couleurs sont aussi plus douces que les tonalités très contrastées utilisées par son père, particulièrement pour les arrière-plans. Sur tous ces points, les miniatures se distinguent d'un autre manuscrit historique, les Grandes Chroniques de France pourtant peintes à peu près à la même période mais que les historiens attribuent entièrement à Fouquet. 

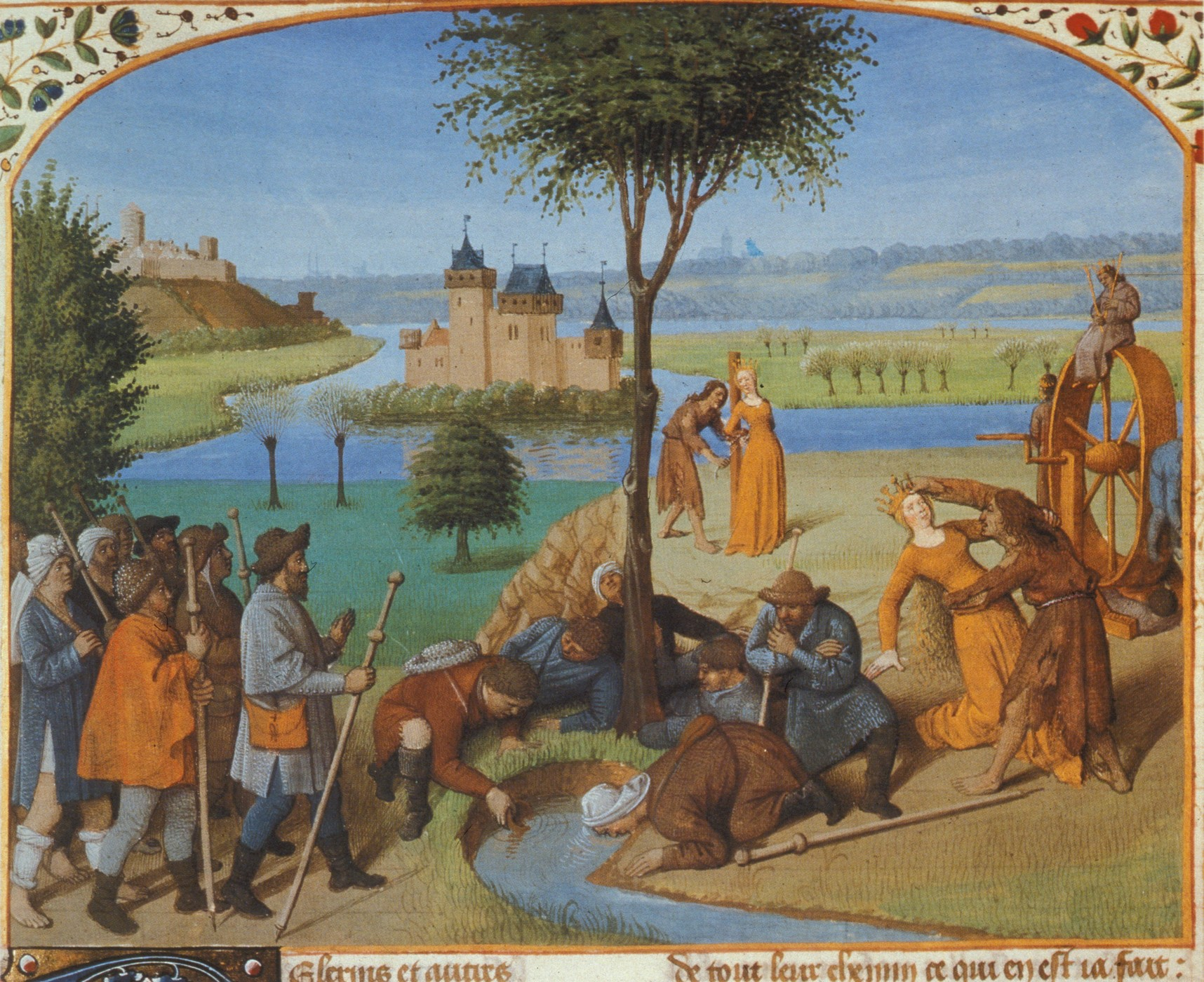
La Halte des pèlerins, f.81
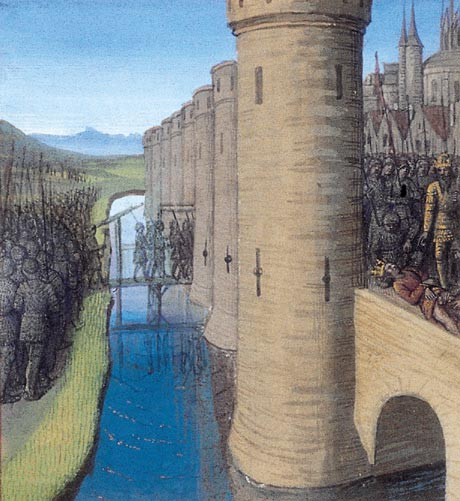
Guillaume II vaincu à Palerme par l'empereur Henri IV, f.330v